# Cheratte
Cheratte (în valonă Tcherate) este o secțiune a comunei belgiene Visé, situată în Regiunea Valonă, în provincia Liège.
În anul 1878, localitatea a fost amputată prin separarea Barchonului, care a fost constituit ca comună.
Satul este alcătuit din două părți: Cheratte-Bas, situată în valea Meuse, cunoscută în special pentru vechea sa exploatare carboniferă, și Cheratte-Hauteurs, situată pe marginea platoului Herve. Viaductul Cheratte, care trece peste șanțul cu același nume și peste autostrada A3 (E40), leagă partea înaltă a satului de platoul Herve, venind dinspre valea Meusei.

## Demografie
Surse: INS - 1831 până în 1970 = recensăminte, 1976 = numărul locuitorilor la 31 decembrie.